# Scutariellidae
Scutariellidae – jedna z rodzin ektopasożytniczych płazińców z grupy Temnocephalida, klasyfikowana w monotypowej nadrodzinie Scutarielloidea. Liczy 28 opisanych gatunków występujących w południowej Eurazji na słodkowodnych krewetkach z rodziny Atyidae.

## Systematyka
Według World Register of Marine Species rodzina Scutariellidae dzieli się na:
- podrodzinę Paracaridinicolinae Baer, 1953
  - Paracaridinicola Baer, 1953
- podrodzinę Scutariellinae Baer, 1953
  - Bubalocerus Matjasic, 1958
  - Caridinicola Annandale, 1912
  - Monodiscus Plate, 1914
  - Scutariella Mrazek, 1907
  - Stygodyticola Matjasic, 1958
  - Subtelsonia Matjasic, 1958
  - Troglocaridicola Matjasic, 1958.

## Budowa
Podobnie jak pozostali przedstawiciele Temnocephalida Scutariellidae charakteryzują się nabłonkiem multisyncytialnym i występującym z tyłu ciała polem adhezyjnym w kształcie odwróconej podkowy. Trzy pary czuciowych brodawek otaczają terminalny otwór gębowy, a z przodu ciała obecne są nieumięśnione czułki (niehomologicznych palczastym wyrostkom pozostałych Temnocephalida), ponadto z przodu ciała znajdują się dodatkowe dołki adhezyjne, związane z wyspecjalizowanymi gruczołami i osobnym obszarami syncytialnymi.

## Biogeografia i ekologia
Przedstawiciele rodziny Scutariellidae występują na południu Europy (w rejonie Adriatyku), w regionie pontokaspijskim, Indiach, Azji Południowo-Wschodniej, Japonii, Chinach i na Sri Lance. Niemal wszystkie Scutariellidae to epibionty krewetek z rodziny Atyidae. Gatunki występujące na zachód od Sri Lanki występują przeważnie na gatunkach stygobiontycznych, podczas gdy gatunki żyjące na wschodzie pasożytują na krewetkach żyjących w wodach powierzchniowych. Scutariellidae nie są znane z półkuli południowej, choć występują tam licznie przedstawiciele Atyidae.